# Joakim Henrik Suhl
Joakim Henrik Suhl  var vikarierande dansmästare vid Uppsala universitet 1712-1713
Joachim Hindrich Suhl var dansmästare vid Uppsala universitet nådåret efter Johan Roddes död. Efter Peter Malparts död 1728 sökte han tjänsten som dansmästare. Enligt intyg  var han då  danslärare i Västervik. Han visade även intyg från Stockholms magistrat med tillstånd att undervisa i dans. Tjänsten gick dock till Carl Fredrik Ristell.